# マン島政府
マン島政府（まんとうせいふ、英: Government of the Isle of Man、マン島語: Reiltys Ellan Vannin）とは、マン島の政府である。その長は、イギリス女王兼マン島領主たるエリザベス2世の代理人であるマン島副総督である。
政府機関の多くと議会（ティンワルド）は、同島最大の都市であり首都であるダグラスに所在する。
民政官僚の総数は2,000名以上であるとともに、公務員、教師、看護師、警察官等のフルタイムの公共セクター所属者の総数は7,413名である（2019年3月31日現在）。これは、島の全人口の10%以下であるが、労働人口の約21%に相当する（防衛はイギリスに依存しているため、軍人は含まれない。）。

## 政府機関の構成
政府機関は、8つの省、7つの法定委員会ならびに多数の政府機関および半独立機関からなる。これらの機関は全て、各担当大臣を通じて大臣会議の管轄下にある。